# Anton Josef Gruscha

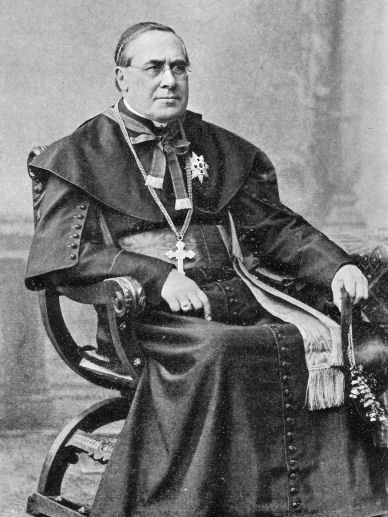
Anton Joseph Kardinal Gruscha, Fürsterzbischof von Wien

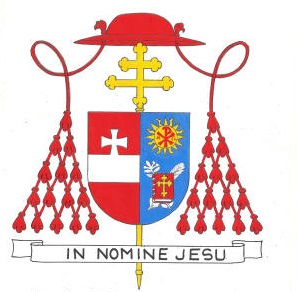
Kardinalswappen

Anton Josef Kardinal Gruscha (* 3. November 1820 in Wien; † 5. August 1911 auf Schloss Kranichberg, Kirchberg am Wechsel, Niederösterreich) war römisch-katholischer Erzbischof von Wien.

## Leben
Nachdem der Sohn eines Handwerkers erfolgreich die Matura (Abitur) abgelegt hatte, studierte Gruscha an der Universität Wien Katholische Theologie. Er empfing am 4. Mai 1843 mit 23 Jahren die Priesterweihe. Als Priester war er einige Jahre in der Seelsorge tätig. Während dieser Zeit absolvierte er sein Promotionsstudium und schloss es 1849 mit dem Titel Dr. theol. ab.
Ab 1848 war Gruscha auch der Wortführer einer christlichen Volksbewegung in Wien. Vehement setzte er sich für eine freie Kirche ein und gründete zusammen mit Adolph Kolping deshalb ab 1852 mehrere katholische Gesellen- und Meistervereine.
1851 wurde Gruscha als Professor ans Theresianum berufen. Bis 1856 hatte er diese Stelle inne. Im Dezember 1855 wurde er zum Domprediger am Dom St. Stephan ernannt. Als solcher lehrte er Pastoraltheologie an der Universität Wien. 1862 wurde er Ordinarius für Moraltheologie. 1871 wählte das Domkapitel Gruscha zu seinem Mitglied.
Weitere Stufen der Karriere war 1878 die Ernennung zum Apostolischen Feldvikar und zum Titularbischof von Carrhae. Die Bischofsweihe spendete ihm der Wiener Erzbischof Johann Rudolf Kutschker am 28. April 1878. Am 24. Januar 1890 wurde er zum Erzbischof von Wien berufen und am 23. Juni desselben Jahres vom Papst bestätigt, nachdem ihm dieses Amt bereits im Jahre 1881 nach dem Tod Kardinal Kutschkers angeboten worden war. Die Amtseinführung fand am 6. Juli 1890 statt. Im Konsistorium am 1. Juni 1891 wurde er von Papst Leo XIII. als Kardinalpriester in das Kardinalskollegium aufgenommen. Gleichzeitig verlieh Kaiser Franz-Joseph ihm auch das Großkreuz des Leopold-Ordens. Ebenso wurde er Prälat des Ordens. Die Titelkirche Santa Maria degli Angeli übertrug ihm der Papst am 17. Dezember desselben Jahres.
Als Mitglied des Österreichischen Herrenhauses votierte Gruscha immer gegen den Liberalismus; vor allem aber gegen das Staatskirchentum.
In den letzten Lebensjahren war er fast blind und taub. Ab 1905 unterstützte ihn sein Generalvikar Godfried Marschall und ab 1910 der zum Koadjutorerzbischof ernannte Franz Xaver Nagl. In seinem letzten Hirtenbrief vom 19. März 1911 beschäftigte er sich das einzige Mal mit der Arbeiterfrage.
Im Alter von 90 Jahren starb Kardinal Anton Joseph Gruscha am 5. August 1911 auf Schloss Kranichberg bei Kirchberg am Wechsel in Niederösterreich. Sein Grab befindet sich in der Bischofsgruft des Wiener Stephansdoms.
Seit 1912 erinnert der Gruschaplatz im 14. Wiener Gemeindebezirk Penzing an Anton Gruscha.
Mit einem Jahreseinkommen von 116.437 Kronen war er 1910 der 740st reichste Wiener.
Er war Ehrenmitglied der katholischen Studentenverbindung KÖStV Austria Wien.